# پل گهرمن
پل گهرمن (انگلیسی: Paul Gehrmann؛ زادهٔ ۲۸ آوریل ۱۹۹۵) بازیکن فوتبال اهل آلمان است.
از باشگاه‌هایی که در آن بازی کرده‌است می‌توان به باشگاه فوتبال انرژی کوتبوس اشاره کرد.